# Deborah Lifchitz
Deborah Lifchitz (polnische Schreibweise Lifszyc; * 23. Maijul. / 5. Juni 1907greg. in Charkow, Russisches Kaiserreich; † 20. September 1942 im KZ Auschwitz) war eine polnisch-französische Ethnologin und Linguistin, die sich vor allem mit Sprachen und Kulturen Äthiopiens befasste.

## Leben
Als Tochter polnischer Juden wurde Deborah Lifchitz in Charkow (Charkiw) in der heutigen Ukraine geboren. Ihr Vater war Zahnarzt. Nach der Oktoberrevolution 1917 floh die Familie im Russischen Bürgerkrieg 1919 auf die Krim und 1920 nach Warschau in der wiedererrichteten Republik Polen. Dort besuchte Lifchitz das französische Lycée René-Goscinny und schloss das Baccalauréat ab. Darauf ging sie 1927 nach Paris und studierte an der École nationale des langues orientales vivantes Hocharabisch sowie levantinisches Arabisch. In beiden Fächern legte sie 1929 das Diplom mit der Note sehr gut ab. Es folgten Abschlüsse in Persisch (1930) und Amharisch (1931). Ihr Amharisch-Lehrer war Marcel Cohen, einer ihrer Kommilitonen Wolf Leslau, der ebenfalls aus Polen stammte. Parallel schloss sie eine Licence in Ethnologie, altsemitischen Sprachen und Religionsgeschichte an der geisteswissenschaftlichen Fakultät der Universität Paris (Sorbonne) ab und ließ sich zur Bibliothekarin ausbilden.
Nach dem Studienabschluss schloss sich Lifchitz mit dem Maler Gaston Louis Roux der von Marcel Griaule geleiteten Expedition Dakar-Djibuti (1931–1933) an und studierte insbesondere die äthiopischen Juden („Falaschen“). Nach der Rückkehr erhielt sie eine Anstellung in der Afrika-Abteilung des Ethnographischen Museums in Paris, das sich damals im Palais du Trocadéro befand und aus dem 1937 das Musée de l’Homme hervorging. Sie arbeitete dort u. a. mit Paul Boyer, Marcel Mauss, Paul Rivet, Marcel Cohen, Marcel Griaule, Michel Leiris, Wolf Leslau und Denise Paulme zusammen.
An der Seite ihrer befreundeten Kollegin Denise Paulme reiste Lifchitz 1935 mit der Expedition des Pariser Ethnographie-Museums in den Französisch-Sudan (heutiges Mali) zu den Songhai und Dogon. Sie erwarb zwei Dogon-Skulpturen, die nun im Louvre und im Musée du quai Branly ausgestellt sind. Lifchitz hatte bereits 1931 die französische Staatsbürgerschaft beantragt, die ihr nach Empfehlungsschreiben mehrerer ihrer bedeutenden Wissenschaftlerkollegen 1937 verliehen wurde. Ein Graduiertenstudium der Äthiopistik bei Marcel Cohen in der historisch-philologischen Abteilung der École pratique des hautes études (EPHE) schloss Lifchitz 1937 mit der Arbeit Textes Ethiopiens magico-religieux ab. Dieses Werk erschien 1940 in der von Marcel Mauss und Paul Rivet herausgegebenen Schriftenreihe Travaux et mémoires de l’Institut d’ethnologie.
Als im Zweiten Weltkrieg  die Wehrmacht im Juni 1940 Paris besetzte, blieb Lifchitz dort und bekannte sich 1941 als Jüdin. Nach dem Verlust ihrer Arbeitsstelle aufgrund der Rasse-Gesetze der Vichy-Regierung wurde sie von ihrem Kollegen Michel Leiris aufgenommen. Im Versteck bei ihren Freunden Louise und Michel Leiris wurde sie im Februar 1942 entdeckt und von der französischen Polizei verhaftet und in ein französisches Lager gebracht. Aus dem Sammellager Drancy kam sie am 18. September 1942 mit dem Transport Nr. 34 ins KZ Auschwitz, wo sie nach ihrer Ankunft am 20. September 1942 nach dem Zeugnis Marcel Cohens mit Gas ermordet wurde.